# Malvesin
Malvesin (oficial Mauvaisin) és un municipi francès del department de l'Alta Garona, a la regió Occitània.